# Júlio César (ur. 1963)
Júlio César da Silva (znany także jako Júlio César) (ur. 8 marca 1963 w São Paulo) – brazylijski piłkarz, reprezentant kraju. Uczestnik mistrzostw świata w 1986 roku.

## Kariera
Znany jako silny i wytrzymały obrońca, dobry egzekutor rzutów wolnych. Zaczynał karierę w Guarani FC, skąd w wieku 23 lat trafił do Francji a konkretnie do Stade Brest. Po roku gry w tym klubie przeniósł się do Montpellier HSC, skąd na początku lat 90. XX wieku wykupił go Juventus F.C. Na zakończenie swojej przygody we Francji wraz z Montpellier zdobył puchar Francji. We włoskim klubie grał przez 4 lata wygrywając Puchar UEFA w 1993 roku, by w 1994 roku przenieść się do Niemiec do Borussii Dortmund. To właśnie występy w niemieckim klubie przysporzył mu najwięcej sukcesów - dwukrotnie wygrał mistrzostwo Niemiec (1995, 1996), osiągnął finał pucharu Niemiec, zdobył Superpuchar Niemiec, wygrał puchar Interkontynentalny i przede wszystkim wygrał Ligę Mistrzów. Z Borussii odszedł na krótkie wypożyczenie do Botafogo de Futebol e Regatas. Po powrocie do Niemiec znów nie znalazł poparcia u nowego trenera BVB Nevio Scali dlatego przeniósł się na półroczne wypożyczenie do greckiego Panathinaikosu. Po zakończeniu sezonu trafił do Werderu Brema, gdzie występował przez rok. W 2001 postanowił powrócić do Brazylii i występować w barwach Rio Branco São Paulo. Tam też zakończył karierę piłkarską.

## Osiągnięcia
- Zdobywca Pucharu Francji (1990) z Montpellier HSC
- Zdobywca Pucharu UEFA 1993 z Juventusem.
- Mistrzostwo Niemiec (1995, 1996) z Borussią Dortmund
- Zdobywca Ligi Mistrzów (1997) z Borussią Dortmund
- Zdobywca Pucharu Interkontynentalnego (1997) z Borussią Dortmund
- Zdobywca Superpucharu Niemiec (1997) z Borussią Dortmund